# Expedición china al Tíbet (1910)
La expedición china al Tíbet de 1910 fue una expedición militar Qing enviada para establecer un mandato directo en el Tíbet a comienzos de 1910. La expedición ocupó Lhasa el 12 de febrero y depuso oficialmente al dalái lama el día 25 del mismo mes, que huyo a la India británica. Este episodio provocó una grave ruptura en las relaciones chino-tibetanas que finalmente condujo a la declaración de independencia del Tíbet en 1912.

## Trasfondo
Desde principios del siglo XVIII, el Tíbet fue un protectorado autónomo bajo la dinastía Qing. Desde entonces hasta finales del siglo XIX, el Tíbet no tuvo un dalái lama adulto y China desempeñó un papel cada vez mayor en el gobierno interno del Tíbet. China colocó funcionarios residentes llamados ambans en el Tíbet que supervisaban la administración local.
Con la llegada a la mayoría de edad del 13º dalái lama, los tibetanos comenzaron a afirmar su autonomía. También esperaban que se les consultara sobre todos los aspectos de los asuntos externos que China condujera en nombre del Tíbet. Los funcionarios tibetanos no reconocieron los tratados firmados con el Imperio británico en la India sobre la frontera del Tíbet o las relaciones comerciales, alegando que los acuerdos firmados sin consulta no eran válidos. Al percibir un vacío de poder en el Tíbet, los británicos enviaron una expedición al Tíbet en 1904, dirigida por Francis Younghusband, y firmaron su propio tratado con el Tíbet. El dalái lama huyó de Lhasa antes de la llegada de la expedición, queriendo evitar la firma del acuerdo.
Sin embargo, los británicos permitieron que China salve la situación. Relajaron los términos del tratado anglo-tibetano, permitiendo a China pagar la indemnización de guerra en nombre del Tíbet en un plazo más breve y reconociendo la autoridad de China sobre el Tíbet en un tratado separado con China. También firmaron un tratado bilateral con Rusia en el que se reconocía explícitamente la soberanía china sobre el Tíbet. Los negociadores chinos siguieron sosteniendo que China poseía soberanía sobre el Tíbet, no meramente soberanía.[cita requerida]

### Reformas en Lhasa
Los acontecimientos internacionales provocaron una reducción del estatus del Tíbet y aumentaron la afirmación del poder por parte de China. El Dalái lama, que abandonó Lhasa tras la expedición de Younghusband, pasó un tiempo en monasterios budistas de Amdo y Mongolia, y finalmente fue a Pekín para ver al emperador chino, donde recibió un trato inferior como subordinado. Durante su ausencia, China implementó una variedad de medidas para aumentar su control sobre el Tíbet. Zhang Yintang, un funcionario enviado a negociar con el gobierno británico en la India, fue designado Alto Comisionado Imperial en el Tíbet. Introdujo una variedad de reformas del "nuevo trato" en la administración, redujo enormemente la influencia británica en el Tíbet y logró ganarse el apoyo de sectores de la población tibetana. El amban, Lian Yu, tenía sus propias reformas que implementar, que se decía que eran considerablemente menos populares. Las tensiones entre ellos hicieron que Zhang se marchara en junio de 1907. Después de su partida, Lian Yu tuvo una carrera sin obstáculos en la administración del Tíbet.[cita requerida]

### Reformas en Kham
Al mismo tiempo, China también estaba empezando a ejercer un mayor control sobre la región oriental de Kham, que nominalmente había estado bajo su control desde 1728. La ruta de China al Tíbet pasaba por la región, dando lugar a su apodo de "país de marcha" (a través del cual las tropas chinas tendrían que marchar en ruta al Tíbet). La. Comprendía el reino de Derge y los cinco estados de Hor, además de Chala o Tachienlu, Batang y Litang, los dos primeros estrechamente alineados con Lhasa, los tres últimos poderosamente orientados hacia Chengtu y Pekín". En 1903, los funcionarios chinos en Sichuan decidieron desarrollar la agricultura y la minería en la zona y utilizaron la expedición de Younghusband para dar un renovado sentido de urgencia al plan. El objetivo era fortalecer el control estatal chino en la zona fronteriza.
La corte Qing aprobó el plan en marzo de 1904 y ordenó al nuevo asistente del amban del Tíbet, Feng Quan, que ocupara su puesto en Chamdo. Feng Quan decidió intentar el proyecto en Batang (en el este de Kham, en ruta a Chamdo) y, en el plazo de cien días, provocó el levantamiento de Batang, en el que fue asesinado. La corte Qing entonces nombró a un nuevo funcionario Zhao Erfeng ("el carnicero Zhao"), que ya era conocido por sus métodos duros, como Comisionado Imperial para las Marcas Tibetanas. Zhao redujo todos los estados nativos autónomos tanto en el oeste como en el este de Kham en 1910 y los convirtió en distritos chinos gobernados por magistrados. Firmó un acuerdo con el gobierno tibetano que establecía la frontera entre China y el Tíbet en Gyamda.

## Expedición
El gobierno Qing envió la expedición de 1910 al Tíbet para establecer un gobierno directo y volvió a ocupar Lhasa. Según el erudito Dawa Norbu, la expedición británica y el Tratado de Lhasa llevaron al gobierno Qing a garantizar que mantenían un control firme sobre el Tíbet. Posteriormente, el Dalái lama huyó a la India. Melvyn Goldstein, un tibetólogo estadounidense del CWRU, indicó más específicamente:

La invasión británica del Tíbet y la Convención de Lhasa de 1904 alteraron radicalmente la política china hacia el Tíbet. Hasta entonces, la dinastía Qing no había mostrado interés en administrar directamente o sinizar el Tíbet. Las ofensivas británicas sugirieron ahora a Pekín que, a menos que tomara medidas rápidas, su posición como señor supremo del Tíbet podría perderse, y con el Tíbet bajo la esfera de influencia británica, los ingleses estarían mirando desde la meseta tibetana a Sichuan, una de las provincias más importantes de China. La dinastía Qing, aunque debilitada y al borde del colapso, respondió con un vigor sorprendente. Pekín consiguió que las tropas británicas abandonaran el suelo tibetano rápidamente pagando la indemnización a la propia Gran Bretaña y comenzó a asumir un papel más activo en los asuntos cotidianos del Tíbet. Por lo tanto, la invasión casual del Tíbet por parte de Gran Bretaña estimuló a China a proteger sus intereses nacionales iniciando un programa de integración cultural, económica y política más estrecha del Tíbet con el resto de China.

Tras el estallido de la Revolución de Xinhai y los disturbios de Xinhai en Lhasa de 1912 en 1911-1912, la dinastía Qing se derrumbó y fue sucedida por la República de China. El 13.º dalái lama regresó a Lhasa y proclamó el Tíbet independiente. Todas las fuerzas Qing restantes fueron expulsadas del Tíbet.